# Sveriges Blåbandsförbund
Sveriges Blåbandsförbund , i dagligt tal Blå Bandet, är en nykterhetsorganisation på kristen grund. Blå bandets vision är 
| ” | Ett tryggt samhälle fritt från alkohol och andra droger där alla människor har lika värde | „ |

 Blå bandet vill bilda opinion för personlig helnykterhet, skapa fler alkoholfria miljöer och påverka samhällets utveckling genom att bedriva lobbyverksamhet gentemot politiker och andra beslutsfattare.
Sveriges Blåbandsförbund är en av medlemsorganisationerna i studieförbundet NBV och anslutet till Nordiska Blåbands- och Blå kors-rådet och Internationella Blå Korsfederationen.

## Medlemslöfte
I likhet med de flesta nykterhetsorganisationer bygger Blå Bandets påverkansarbete främst på att dess medlemmar själva avstår från alkohol och droger. För att bli medlem i organisationen avger man därför ett löfte om nykterhet. Från 2017 är det möjligt att välja ett av dessa två löften:
| ” | Jag lovar att med Guds hjälp inte använda alkohol och andra droger, samt att på lämpligt sätt motverka dessa drogers bruk. | „ |

Eller det nya:
| ” | Jag lovar att inte använda alkohol och andra droger, samt verka för ett tryggt samhälle där alla människor har lika värde. | „ |

## Organisation
Sveriges Blåbandsförbund är organiserat i lokala blåbandsföreningar, som i sin tur organiseras i distrikt. En förbundsstyrelse ansvarar för den nationella organisationen, förbundssekreteraren är högste tjänsteman och tillsätts av förbundsstyrelsen. Förbundsstyrelsen väljs av årsmötet, dit blåbandsdistrikten och föreningarna sänder ombud.
Sveriges Blåbandsförbund hade 2020 5 338 medlemmar.

## Förnyelsearbete
Blåbandsrörelsen har, i likhet med de flesta traditionella folkrörelser, tappat i medlemsantal och inflytande under slutet av 1900-talet, men har under de senaste åren befunnit sig i en förnyelseprocess för att hitta nya sätt att vara nykterhetsrörelse på 2000-talet. 

## Historik

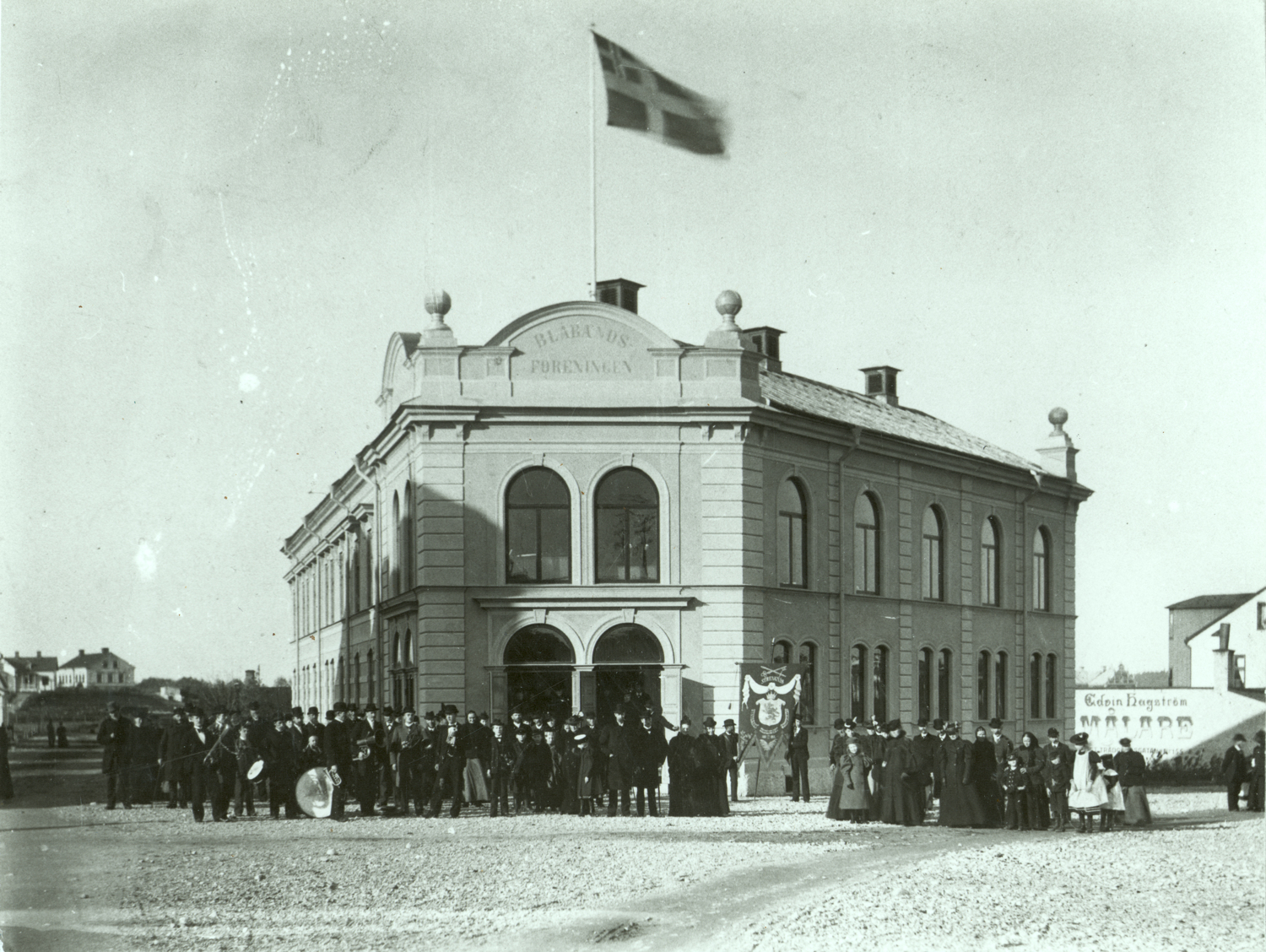
Blåbandsföreningens lokal i Strängnäs, cirka 1897.

År 1883 utkom första numret av tidningen Blå Bandet, utgiven av Oscar Eklund som introducerade rörelsen i Sverige. År 1884 bildades den första svenska blåbandsföreningen i Överås i Göteborg av Beatrice Dickson. Fler föreningar bildades och 1886 samlades man i Sveriges Blåbandsförening, som sedan blev till Sveriges Blåbandsförbund. År 1907 bildades också ungdomsförbundet, Sveriges Blåbandsungdom (SBU). Sin största utbredning i Sverige hade rörelsen omkring 1915 med drygt 90 000 medlemmar. Bland andra betydelsefulla medlemmar märks Jakob Byström och Elof Ljunggren. 1909–1971 hade Sveriges Blåbandsförbund ett eget studieförbund, vilket därefter uppgick i Nykterhetsrörelsens bildningsverksamhet. 
Från 1952 har man drivit Hellidens folkhögskola där man 2023 höll 140-årsjubileum i samband med förbundets konferens. 
År 2007 valde man att använda namnet Blå Bandet i dagligt tal.

## Styrelse

### Ordförande
- 1900–1918 Joseph Hermelin
- Folke Nordangård
- 1947–1966 Olof Hammar
- 1987–1991 Esse Petersson
- Per-Agne Jacobsson
- Annika R Bergman
- Lasse Reuterberg
- Ann-Marie Lindgren

### Vice ordförande
- 1948–1971 Sven Antby
- 1979–1987 Margareta Andrén
- Lars-Axel Nordell
- Niclas Lidström

## Tidskrifter
Sveriges Blåbandsförbund ger ut tidskriften Blå Bandet och jultidningen Norrsken – en av Sveriges äldsta årligen utgivna jultidningar. Norrsken har utkommit i november–december varje år sedan 1904. Det 100:e numret trycktes 2005.